# Saturday-morning cartoon
Saturday-morning cartoon var, främst i USA, ett begrepp som mellan sent 1960-tal och fram till cirka 2014 syftade på TV-sändningar av animerade serier under lördagsmorgonen. Formatet har sedan mitten-slutet av 1990-talet alltmer övergivits då kabel-TV, hemvideo och Internet åtminstone i teorin gjort tecknat tillgängligt dygnet runt, under alla veckans dagar.

## Uppgång och fall
I många år var lördagsmorgonen barnens mest omtyckta tidpunkt, i en annars vuxendominerad TV-värld.
1990 klubbade USA:s kongress igenom lagen Children's Television Act, som uppmuntrade TV-bolagen till att sända fler program med lärande innehåll. Lagen förstärktes 1996. Med lagen infördes strängare bestämmelser för reklam riktad till barn, och det blev allt dyrare att producera avsnitten.
Med åren fick de traditionella kanalerna alltmer konkurrens från kabelkanalerna.
Vid 1990-talets mitt hade alltfler hushåll tillgång till alltfler kanaler, och i stället började de animerade serierna visas om vardagseftermiddagarna, då barnen kommit hem från skolan. I stället nyheter och sportsändningar allt viktigare inkomstkällor för TV-bolagen.
Under 2000-talet bidrog Internet alltmer till att fasa ut den tablåbundna televisionen.
I juni 2008 slutade Fox sända barnserier, och i september 2011 slutade ABC visa serier riktade till barn under 12 år, medan CBS gjorde samma sak 2013.
I september 2014 blev The CW sista större TV-bolag att överge formatet. NBC slutade helt och hållet sända tecknade program i oktober 2014.